# Patentanwaltsfachangestellter
Patentanwaltsfachangestellter ist in Deutschland ein staatlich anerkannter Ausbildungsberuf mit einer Ausbildungszeit von regulär drei Jahren (§§ 1 und 3 ReNoPatAusbV).
Patentanwaltsfachangestellte unterstützen Patentanwälte bei rechtlichen Dienstleistungen. Eine zentrale Rolle spielt hierbei die Vorbereitung und Einreichung von Schutzrechtsanmeldungen, die Gewährleistung des reibungslosen Ablaufs gemäß der gesetzlichen Vorschriften während der jeweiligen Verfahren sowie die Einhaltung von Fristen und fristgerechte Einzahlung von Gebühren.   
Daneben führen sie allgemeine organisatorische und kaufmännische Arbeiten in Patentanwaltskanzleien aus.
Darüber hinaus sind sie auch beim Deutschen Patent- und Markenamt, beim Bundespatentgericht, in den Patentabteilungen von Wirtschafts- und Arbeitgeberverbänden oder in sehr großen Unternehmen mit eigener Patent- und Markenabteilung tätig.

## Quelle
- Info
- Beschreibung